# 服务提供者
服务提供者（英語：service provider），缩写SP，又稱服务提供商，是在电信业务中提供服务者，常指电信增值业务提供商。通过短信、彩信、WAP等方式，通过电訊网络，向用户提供信息服务，并通过运营商向用户收取相应费用。
SP的出现，使得电话不仅仅是一种通讯工具，更是一种获取資訊的工具。
根據ITIL和1996年美國電信法定義可以分類為以下三種服務提供者:
- I型：內部服務提供者
- II型：共享服務提供者
- III型：外部服務提供者